# Wrightia arborea
Wrightia arborea là một loài thực vật có hoa trong họ La bố ma. Loài này được (Dennst.) Mabb. miêu tả khoa học đầu tiên năm 1977.

## Hình ảnh

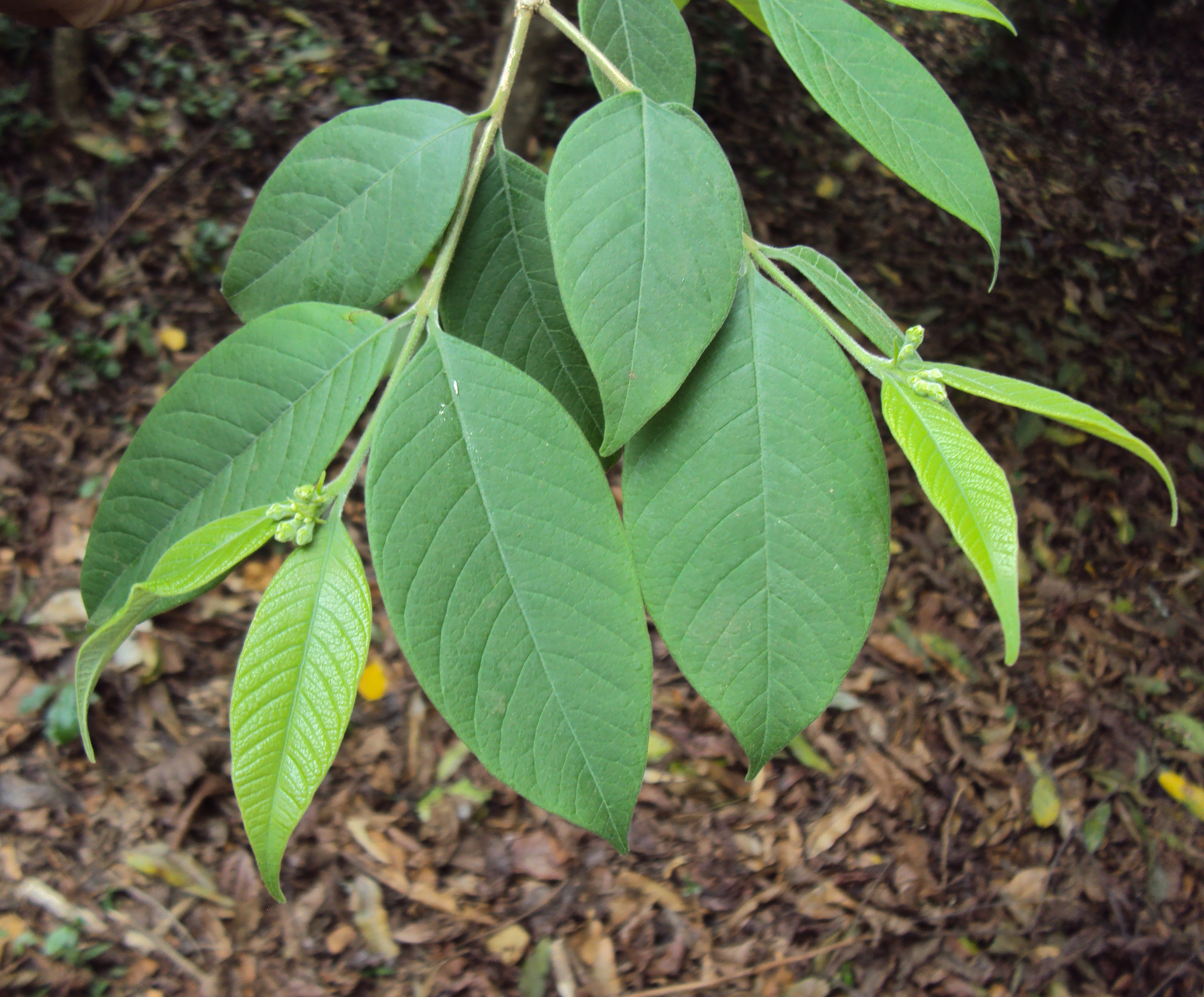
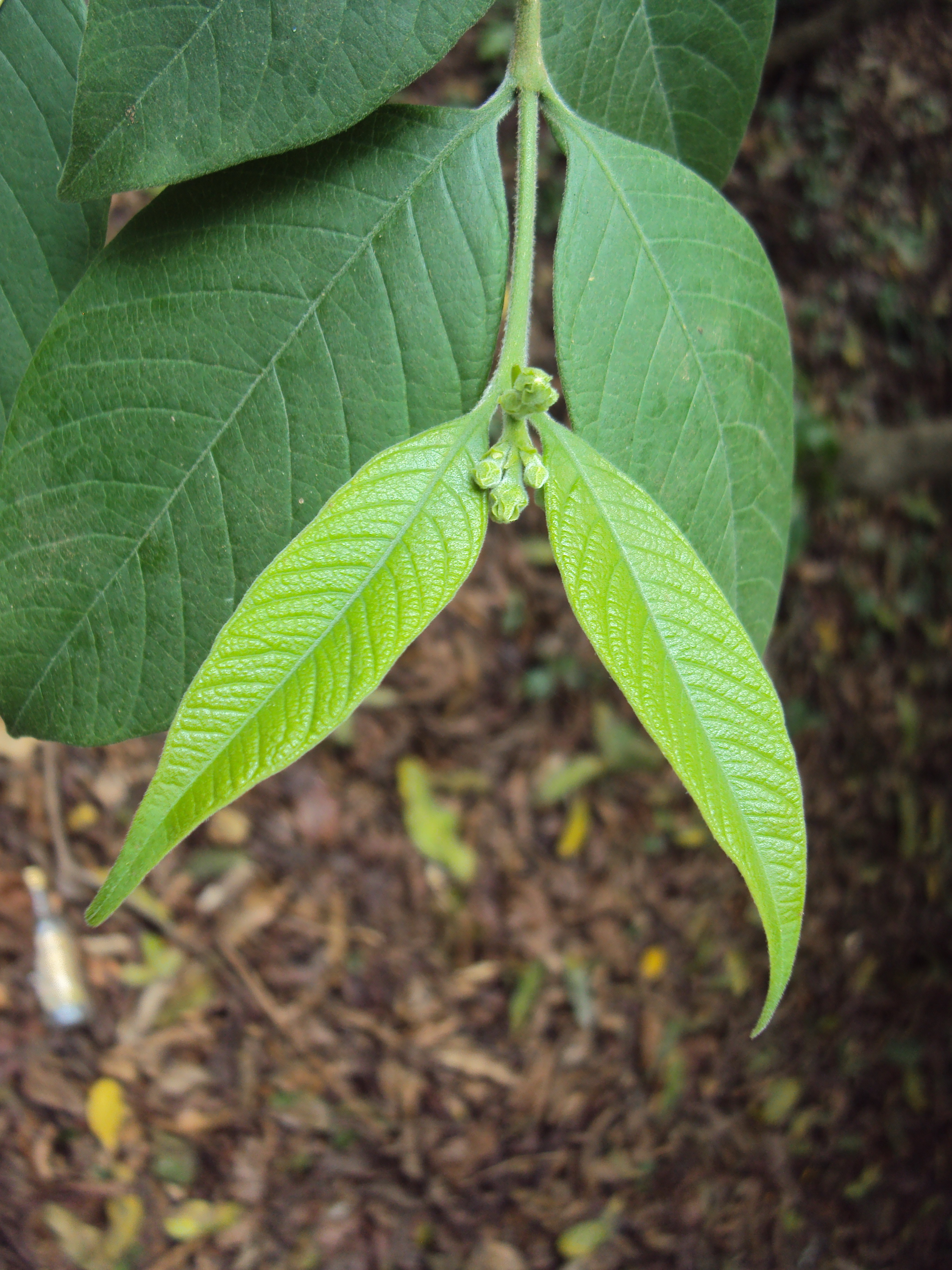
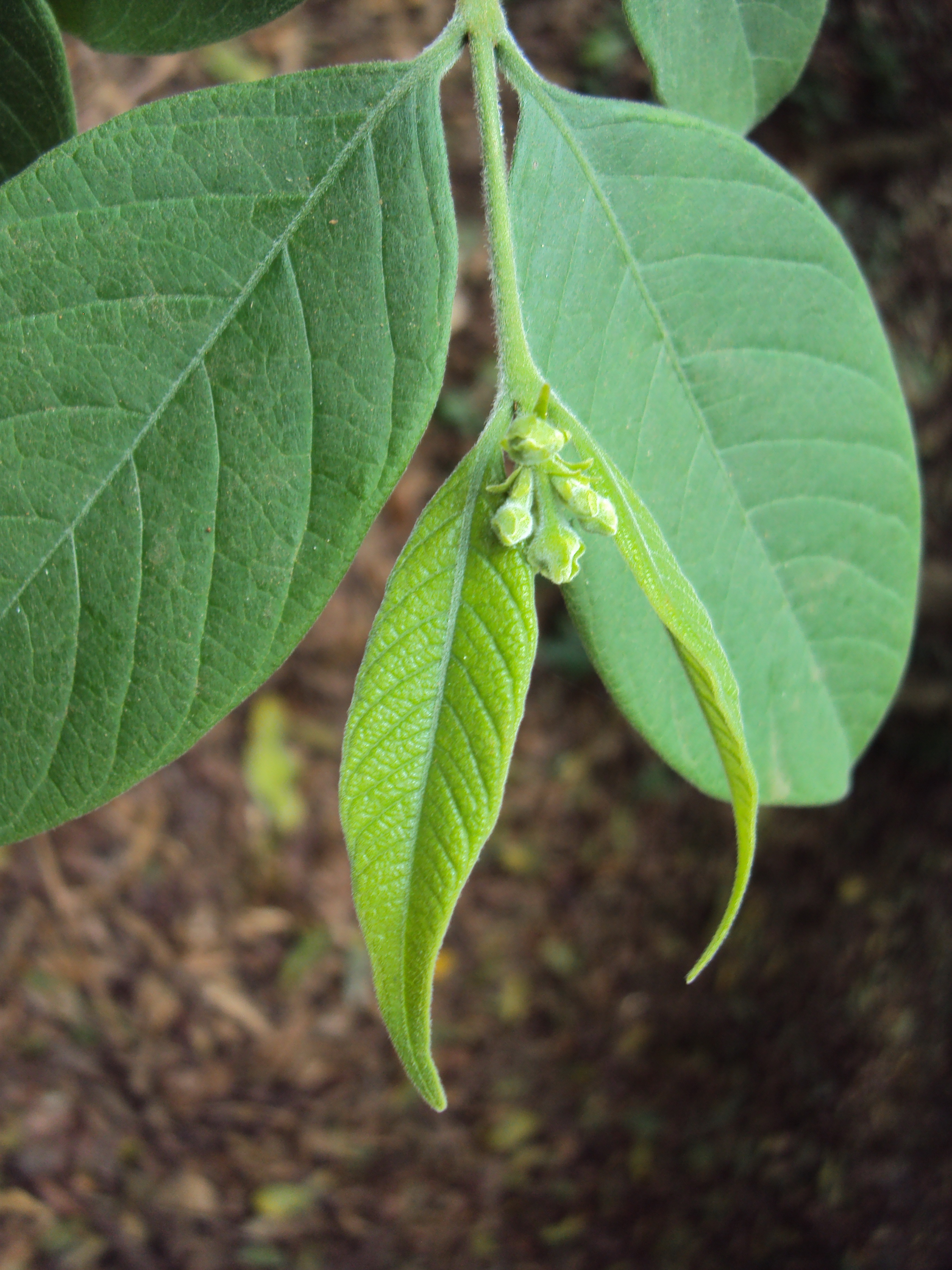
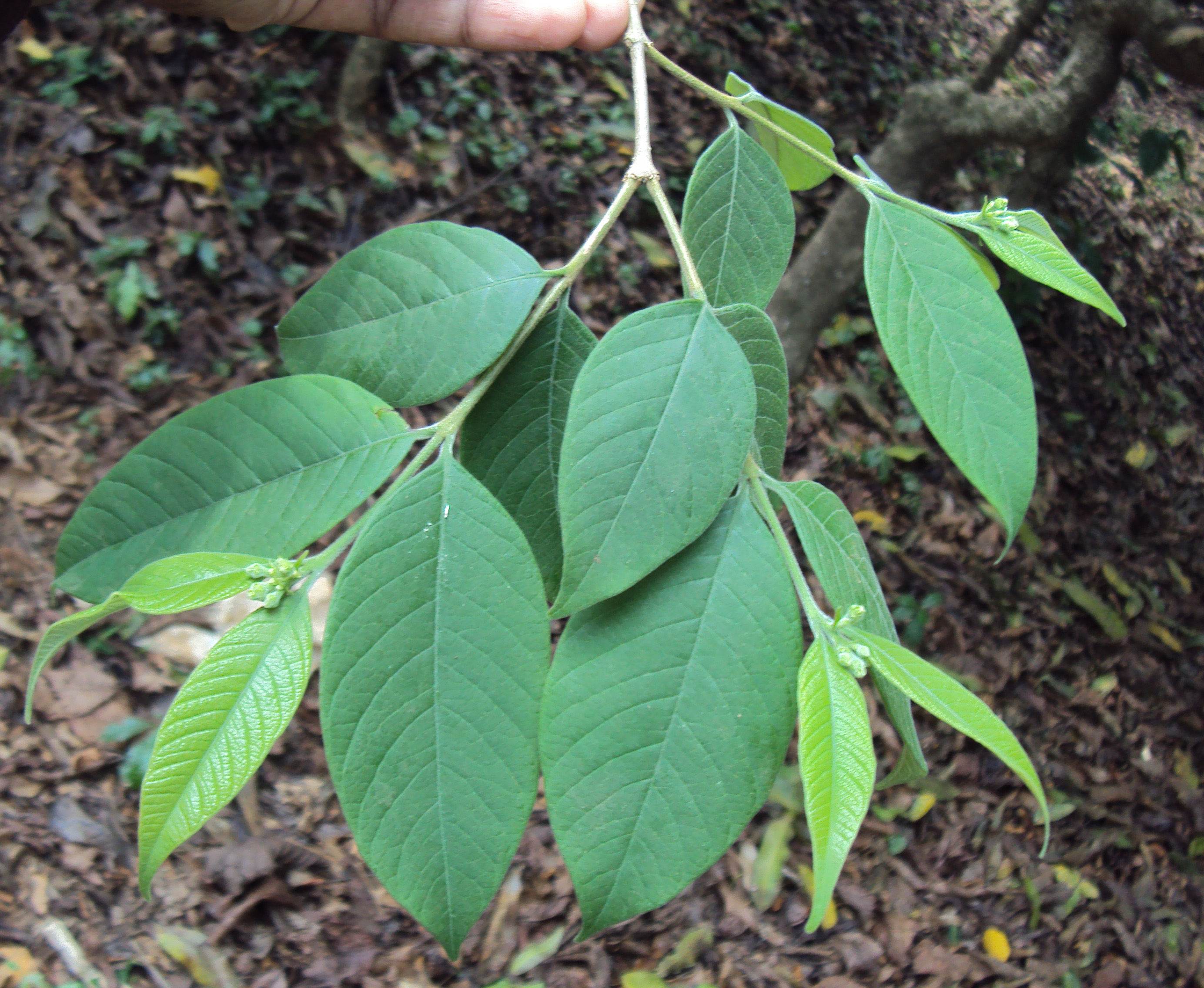